# Hallenhockey-Europameisterschaft der Herren 2012
Die Hallenhockey-Europameisterschaft der Herren 2012 war die 15. Auflage der Hallenhockey-EM der Herren. Sie fand vom 13. bis. 15. Januar in Leipzig, Deutschland, zusammen mit der Damen-EM statt. Ausgetragen wurde das Championat in der Arena Leipzig. Acht Teilnehmer spielten in zwei Vierergruppen die Halbfinaltickets aus, die Sieger der Halbfinale bestritten das Endspiel.

## Vorrunde

### Gruppe A
| Team 1      | Team 2     | Ergebnis |
| ----------- | ---------- | -------- |
| Deutschland | Österreich | 2:1      |
| Schweiz     | Spanien    | 1:6      |
| Deutschland | Schweiz    | 9:2      |
| Österreich  | Spanien    | 6:1      |
| Deutschland | Spanien    | 11:1     |
| Österreich  | Schweiz    | 3:1      |

Tabelle
| Rang | Land        | Spiele | Tore | Differenz | Punkte |
| ---- | ----------- | ------ | ---- | --------- | ------ |
| 1    | Deutschland | 3      | 22:4 | +18       | 9      |
| 2    | Österreich  | 3      | 10:4 | +6        | 6      |
| 3    | Spanien     | 3      | 8:18 | −10       | 3      |
| 4    | Schweiz     | 3      | 4:18 | −14       | 0      |

### Gruppe B
| Team 1     | Team 2      | Ergebnis |
| ---------- | ----------- | -------- |
| England    | Niederlande | 5:7      |
| Russland   | Tschechien  | 1:2      |
| England    | Tschechien  | 0:1      |
| Russland   | Niederlande | 3:2      |
| Tschechien | Niederlande | 2:2      |
| England    | Russland    | 8:8      |

Tabelle
| Rang | Land        | Spiele | Tore  | Differenz | Punkte |
| ---- | ----------- | ------ | ----- | --------- | ------ |
| 1    | Tschechien  | 3      | 5:4   | +1        | 7      |
| 2    | Niederlande | 3      | 11:10 | +1        | 4      |
| 3    | Russland    | 3      | 12:12 | 0         | 4      |
| 4    | England     | 3      | 14:16 | −2        | 1      |

## Fünfter bis achter Platz
Die Mannschaften, die die Vorrunde als Dritte oder Vierte beenden, werden in eine Gruppe C eingeteilt. Sie nehmen das Ergebnis (Tore, Punkte) aus der Vorrunde mit, das sie gegen den ebenfalls eingeteilten Gegner erreicht haben. Die zwei Spiele bestreiten sie gegen die anderen beiden Gruppenmitglieder.
Die letzten beiden steigen in die „B-EM 2013“ ab.

### Gruppe C
| Team 1   | Team 2   | Ergebnis |
| -------- | -------- | -------- |
| Spanien  | Russland | 3:2      |
| Schweiz  | England  | 4:2      |
| Spanien  | England  | 2:3      |
| Russland | Schweiz  | 3:2      |

| Team     | Punkte | Sp | S | U | N | Tore | Gtore | Diff |
| -------- | ------ | -- | - | - | - | ---- | ----- | ---- |
| Spanien  | 6      | 3  | 2 | 0 | 1 | 11   | 6     | +5   |
| Russland | 4      | 3  | 1 | 1 | 1 | 13   | 13    |      |
| England  | 4      | 3  | 1 | 1 | 1 | 13   | 14    | −1   |
| Schweiz  | 3      | 3  | 1 | 0 | 2 | 7    | 11    | −4   |

## Halbfinale
| Team 1      | Team 2      | Ergebnis |
| ----------- | ----------- | -------- |
| Deutschland | Niederlande | 6:3      |
| Österreich  | Tschechien  | 2:3      |

## Spiel um Platz 3
| Team 1      | Team 2     | Ergebnis |
| ----------- | ---------- | -------- |
| Niederlande | Österreich | 3:5      |

## Finale
| Team 1      | Team 2     | Ergebnis |
| ----------- | ---------- | -------- |
| Deutschland | Tschechien | 4:0      |

## Spieler der deutschen Mannschaft
| Spielername       | Nummer | TW/K |
| ----------------- | ------ | ---- |
| Nicolas Jacobi    | 1      | TW   |
| Florian Woesch    | 5      |      |
| Oskar Deecke      | 7      |      |
| Tobias Hauke      | 13     | K    |
| Benjamin Wess     | 15     |      |
| Pilt Arnold       | 16     |      |
| Timo Wess         | 17     |      |
| Matthias Witthaus | 22     |      |
| Thilo Stralkowski | 26     |      |
| Tobias Lietz      | 27     |      |
| Moritz Fuhrmann   | 28     |      |
| Andreas Späck     | 32     | TW   |